# نادي سي آر بي
نادي سي آر بي لكرة القدم (بالبرتغالية: Clube de Regatas Brasil‏)، هو نادي كرة قدم برازيلي، أسس سنة 1912 م.

## وصلات خارجية
- الموقع الرسمي